# Sekula Drljević
Sekula Drljević (em sérvio:  Секула Дрљевић; Kolašin, 7 de setembro de 1884 – Judenburg, 10 de novembro de 1945) foi um nacionalista montenegrino, jurista, político, orador e teórico iugoslavo. Durante a Segunda Guerra Mundial, ele se tornou um colaborador da Alemanha Nazista e da Itália Fascista, e cooperou com os Ustaše no  Estado Independente da Croácia.
Nascido na cidade de Kolašin, obteve doutorado em direito e tornou-se Ministro da Justiça e Finanças do Reino de Montenegro antes da eclosão da Primeira Guerra Mundial. Durante o período entreguerras, foi um dos principais membros dos "Verdes", um movimento nacionalista e separatista montenegrino. Defensor da teoria de que os montenegrinos eram um grupo étnico distinto dos sérvios, ele também fundou e se tornou líder do Partido Federalista Montenegrino.
Após a invasão da Iugoslávia pelo Eixo em abril de 1941, Drljević começou a cooperar com as autoridades italianas que ocupavam Montenegro. Em julho, ele proclamou o restabelecimento do Reino de Montenegro, mas sua tentativa de estabelecer um estado fantoche alinhado ao Eixo desencadeou uma revolta imediata. Em setembro daquele ano, as autoridades italianas o enviaram para um campo de concentração na Itália após o início de uma revolta antifascista. Drljević escapou do campo vários meses depois e foi para a metade do Estado Independente da Croácia (NDH) controlada pelos alemães. No verão de 1944, ele criou o Conselho de Estado Montenegrino em Zagreb.
Drljević retornou a Montenegro em 1945 e concordou com a formação do Exército Nacional Montenegrino com o comandante Chetnik Pavle Đurišić. Đurišić e vários outros comandantes Chetnik foram posteriormente emboscados e mortos em nome de Drljević e do NDH. Os homens de Đurišić mais tarde se juntaram ao Exército Nacional Montenegrino de Drljević e se retiraram com ele em direção à fronteira austríaca. Em meados de 1945, Drljević cruzou a fronteira para a Áustria com sua esposa, e os dois acabaram em um campo para deslocados em Judenburg, onde foram mortos por agentes Chetnik que buscavam vingar a morte de Đurišić.

## Biografia

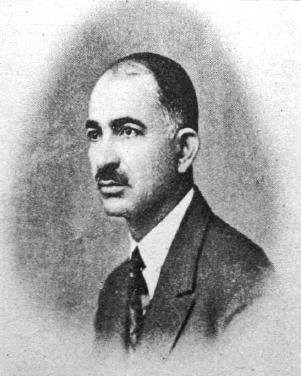
Sekula Drljević, c. 1925

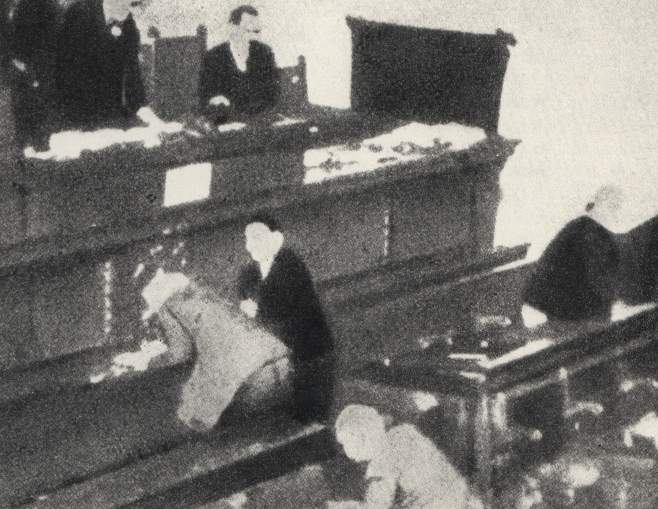
Drljević tentou dissuadir Stjepan Radić de comparecer a uma sessão do parlamento iugoslavo antes de seu assassinato em 1928 (foto).

Sekula Drljević nasceu em 7 de setembro de 1884 na aldeia de Ravno, perto da cidade de Kolašin. Após concluir a faculdade de direito em Zagreb e obter o título de doutor, tornou-se Ministro da Justiça e das Finanças do Reino de Montenegro em 1910.  Seu irmão Janko Drljević era na época um parlamentar do partido leal Partido do Povo Verdadeiro. Drljević também se tornou um deputado e serviu como ministro no gabinete do Rei Nicolau durante as Guerras dos Balcãs (1912-1913), e era conhecido por suas habilidades retóricas. 
Durante a Primeira Guerra Mundial, ele foi capturado pelas forças austro-húngaras e internado no campo de internamento de Boldagason, na Hungria, onde se tornou fortemente contrário ao rei Nicolau.  Ele foi libertado depois da guerra, mudou-se para Zemun e trabalhou como advogado lá. Tornou-se um dos principais membros dos "Verdes" (zelenaši), um movimento separatista montenegrino que se aliou ao Partido Federalista Iugoslavo.  Durante este tempo, ele cooperou frequentemente com políticos croatas como Stjepan Radić, Vlatko Maček e Ante Pavelić,  com quem se tornou bons amigos.  Em meados da década de 1920, Drljević fundou o Partido Federalista Montenegrino.  Ele rapidamente se tornou o único líder do partido  e o principal teórico. 
Ele expressou apoio à unidade da Iugoslávia e enfatizou a lealdade de Montenegro à nacionalidade sérvia, mas argumentou que uma nação não precisa necessariamente fazer parte de um único estado e deu a entender que apoiaria a restauração da independência de Montenegro. Consequentemente, os “Verdes” exigiram que as fronteiras internas da Jugoslávia fossem organizadas de modo a corresponderem às fronteiras dos Estados dos Balcãs, tal como eram antes de 1918. 
Drljević e Mihailo Ivanović tentaram primeiro fundar o Partido Montenegrino para a eleição de 1920 de uma Assembleia Constituinte, mas não conseguiram fazê-lo devido à falta de tempo e à resistência das autoridades.  Drljević concorreu sem sucesso pelo Partido Federalista Montenegrino nas eleições de 1923 nos condados de Nikšić e Kolašin. Ele concorreu novamente em Kolašin em 1925 e foi eleito para a Assembleia Nacional. Em 1927, Drljević foi eleito representante do Distrito de Zemun na lista eleitoral do Partido Camponês Croata (HSS). Posteriormente, ele ajudou a resolver uma rixa política entre Radić e o político sérvio Svetozar Pribićević, resultando na formação de uma coalizão HSS–Partido Democrata.  No ano seguinte, Drljević tentou, sem sucesso, dissuadir Radić de comparecer à Assembleia Nacional do Reino dos Sérvios, Croatas e Eslovenos antes de seu assassinato pelo político sérvio Puniša Račić.  

## Segunda Guerra Mundial

### Líder de Montenegro
Em 6 de abril de 1941, as forças do Eixo invadiram a Iugoslávia. Montenegro foi invadido pelas forças da Alemanha e da Itália, com os alemães atacando da Bósnia e Herzegovina e os italianos da Albânia. Os alemães retiraram-se mais tarde, deixando os italianos a ocupar a área.  Na porção ocidental da Iugoslávia, Pavelić, que estava exilado na Itália de Benito Mussolini, foi nomeado Poglavnik (líder) de um estado croata liderado pelos Ustaše - o Estado Independente da Croácia (em croata: Nezavisna Država Hrvatska, NDH). O NDH combinou quase toda a atual Croácia, toda a atual Bósnia e Herzegovina e partes da atual Sérvia em um "quase protetorado ítalo-alemão".  As autoridades do NDH, lideradas pela Milícia Ustaše,  implementaram posteriormente políticas genocidas contra a população sérvia, judaica e cigana que vivia dentro das fronteiras do novo estado. 
A criação de um estado fantoche do Eixo conhecido como Reino de Montenegro foi proclamada em 12 de julho de 1941. O estado seria chefiado por um regente italiano e liderado por Drljević e seus apoiadores. Em 13 de julho, esta proclamação provocou a eclosão de uma revolta anti-italiana em Montenegro, liderada por comunistas locais (Partisans) e nacionalistas sérvios (Chetniks).   Tendo assumido o poder no dia anterior, Drljević estabeleceu o Comitê Administrativo Provisório de Montenegro, uma entidade colaboracionista que era um componente territorial do Império Italiano.  Ele também organizou seus seguidores para lutar contra os Chetniks montenegrinos e os guerrilheiros iugoslavos.  Em setembro, ele foi demitido do cargo pelos italianos. 
Acreditando que sua vida estava em perigo por causa da revolta, eles o enviaram para um campo de concentração na Itália. A ideia de um Montenegro independente foi abandonada, e os italianos optaram por uma província militar. Vários meses depois, Drljević escapou e entrou clandestinamente na área da NDH controlada pelos alemães.  Com a rendição da Itália em setembro de 1943, ele retornou para Zemun. No verão de 1944, Drljević mudou-se para Zagreb, onde criou um Conselho de Estado Montenegrino no NDH  com a ajuda dos alemães e croatas.  Ele também publicou um panfleto em Zagreb intitulado Quem são os sérvios? (em croata: Tko su Srbi?). Nele, ele culpou as supostas políticas sérvias “agressivas” por todos os problemas passados e modernos nos Balcãs, apresentou os sérvios étnicos como uma “raça degenerada” e apontou suas semelhanças com os judeus. 

Após a ocupação da Iugoslávia pelo Eixo, Drljević tornou-se um defensor da teoria de que os montenegrinos eram um grupo étnico distinto dos sérvios.  Já em 1921, ele declarou que as "mentalidades" sérvia e montenegrina eram diametralmente opostas. Ele afirmou: "As mentalidades dos sérvios e dos montenegrinos são irreconciliáveis. O rosto dos primeiros estava salpicado de escravidão [otomana]; a liberdade deu aos últimos um novo rosto." Foi somente em 1941 que Drljević avançou a noção de que os montenegrinos não eram eslavos, mas sim povos dináricos descendentes dos antigos ilírios.  Ele escreveu:
As raças são comunidades de sangue, enquanto os povos são criaturas da história. Com sua língua, o povo montenegrino pertence à comunidade linguística eslava. Pelo seu sangue, porém, eles pertencem [aos povos dináricos]. De acordo com a ciência contemporânea das raças europeias, os povos [dináricos] descendem dos ilírios. Daí, não apenas o parentesco, mas a identidade de certas formas culturais entre os povos dináricos, desde os albaneses até os tiroleses do sul, que são ilírios germanizados.

### Retirada e morte
Na primavera de 1945, Drljević visitou partes de Montenegro controladas pelos Chetniks de Pavle Đurišić.  Foi aqui que Đurišić fez um acordo de salvo-conduto com Drljević e com elementos das Forças Armadas da NDH. Embora os detalhes do acordo sejam desconhecidos, parece ter sido acordado que Đurišić e seus homens iriam para o NDH e cruzariam o rio Sava até a Eslavônia, onde seriam alinhados com Drljević como o Exército Nacional Montenegrino, com Đurišić mantendo o comando operacional. Desconfiado das intenções de Drljević, Đurišić tentou enganar ele e suas forças enviando apenas seus doentes e feridos através do Sava, mantendo suas tropas em forma ao sul do rio. Após sua derrota na Batalha do Campo de Lijevče, ao norte de Banja Luka, e a deserção de uma de suas subunidades para Drljević, Đurišić foi forçado a negociar diretamente com os líderes das forças do NDH sobre o movimento posterior de suas unidades em direção à Eslovênia. Isso parece ter sido uma armadilha, pois ele foi atacado e capturado por eles a caminho da reunião.  Em 17 de abril de 1945, após retornar a Zagreb, Drljević emitiu uma proclamação com seu programa político e convidou seu "exército" a lutar contra a nova Iugoslávia e os Chetniks de Draža Mihailović.  Em 20 de abril, Đurišić, Petar Baćović, Dragiša Vasić e Zaharije Ostojić foram levados para a prisão de Stara Gradiška, perto de Jasenovac.
Os Ustaše reuniram-nos num campo juntamente com outros 5.000 prisioneiros Chetnik e providenciaram para que Drljević e os seus seguidores seleccionassem 150 oficiais Chetnik e intelectuais não combatentes para execução.  Đurišić, Baćović, Vasić e Ostojić estavam entre os selecionados.  Eles e os outros foram carregados em barcos pelos Ustaše e levados através do rio Sava, onde foram mortos no próprio campo de concentração de Jasenovac ou em um pântano próximo.  Tanto as forças do NDH como Drljević tinham motivos para capturar Đurišić. As forças do NDH foram motivadas pelo terror em massa cometido por Đurišić sobre a população muçulmana em Sandžak e no sudeste da Bósnia, enquanto Drljević se opôs ao apoio de Đurišić a uma união da Sérvia e Montenegro que ia contra o separatismo de Drljević.  Sem um líder, a maioria dos homens de Đurišić foram integrados no Exército Nacional Montenegrino de Drljević e retiraram-se com ele em direção à fronteira austríaca. 
Na segunda quinzena de maio, as tropas do Exército Nacional Montenegrino renderam-se aos britânicos e foram rapidamente devolvidas à Jugoslávia e às mãos dos comunistas.  Drljević conseguiu escapar da captura e ele e sua esposa buscaram refúgio em um campo para deslocados na cidade austríaca de Judenburg.  Em 10 de novembro de 1945, três seguidores de Đurišić os descobriram lá e os assassinaram cortando suas gargantas.  [b]

## Legado
Em 1944, Drljević reorganizou a letra da canção patriótica montenegrina "Oj, svijetla majska zoro" para celebrar a criação do regime fantoche montenegrino que havia sido estabelecido em julho de 1941.  Ele foi declarado criminoso de guerra nos Julgamentos de Nuremberg em 1946.  Quando "Oj, svijetla majska zoro" foi escolhido como o hino nacional de Montenegro em 2006, com as adições de Drljević intactas, muitos antifascistas montenegrinos protestaram contra a seleção devido às suas conotações fascistas. 

## Obras
- Borba za carinsku, vojnu i diplomatsku uniju između Crne Gore i Srbije (1914) (Uma batalha por uma união alfandegária, militar e diplomática entre Montenegro e Sérvia)
- Centralizam ili federalizam (1926) (Centralismo ou federalismo)
- Balkanski sukobi 1905–1941 (1944) (Conflitos dos Bálcãs 1905–1941)
- Tko su Srbi? (1944) (Quem são os sérvios?)